# Talmi-Šarruma
Talmi-Šarruma war der Sohn des Telipinu, König von Ḫalpa, und Enkel  des hethitischen Großkönigs Šuppiluliuma I. Nach dem Tode seines Vaters spätestens im 9. Regierungsjahr von Muršili II. (ca. 1313 v. Chr.) wurde er König von Ḫalpa, wo er einen Tempel errichtete. Er ist auf einer Bauinschriftspolie, die in die Außenwand der Al-Qaiqan-Moschee im Al-Aqaba-Viertel der Aleppiner Altstadt eingemauert ist, als Stifter eines Šarruma-Tempels erwähnt.